# Nissan Stanza
Nissan Stanza (frem til 1982 Datsun Stanza) var en mellem 1977 og 1992 bygget bilmodel fra den japanske bilfabrikant Nissan Motor.
Stanza blev bygget i fire generationer og i en periode også solgt i Europa. Den første generation var bortset fra mindre detaljer identisk med den også i Europa solgte Datsun Violet, den anden generation var en selvstændig model og tredje og fjerde generation var næsten identiske med den tidssvarende Nissan Bluebird.

## Stanza (A10), 1977−1981
Den første Stanza var en baghjulstrukket stor mellemklassebil, som fandtes som firedørs sedan og femdørs stationcar med firecylindret 2,0-litersmotor. Stanza kunne i modsætning til den næsten identiske Violet ikke købes i Europa. I Japan hed modellen Nissan Auster.

## Stanza (T11), 1981−1986
Anden generation af Stanza, som fejrede sin verdenspremiere på Frankfurt Motor Show i september 1981, var en selvstændig model og Datsuns første mellemklassebil med forhjulstræk.
Modelserien solgtes fra november 1981 også under denne betegnelse i Europa. Modellen fandtes som firedørs sedan og femdørs combi coupé, med firecylindrede 1,6- og 1,8-litersmotorer.
Firedørsmodellen udgik i september 1984. I marts 1985 introduceredes en katalysatorudgave af 1,8'eren.
I efteråret 1985 indstilledes eksporten af Stanza. Yderligere betegnelser på det japanske hjemmemarked med delvist forskelligt udstyr var Nissan Auster og Nissan Violet.
| Model        | Slagvolume cm³ | Max. effekt kW (hk) / omdr. | Max. drejningsmoment Nm / omdr. | Motorkode | Topfart km/t |
| ------------ | -------------- | --------------------------- | ------------------------------- | --------- | ------------ |
| 1.6 (Europa) | 1598           | 60 (82) / 5000              | 130 / 3200                      | CA16      | 160          |
| 1.8 (Europa) | 1809           | 65 (88) / 5200              | 142 / 3200                      | CA18      | 165−170      |
| 1.8i (Japan) | 1809           | 81 (110) / 5600             | 162 / 3600                      | CA18E     | 170          |

## Stanza (T12), 1986−1989
Den tredje generation af Stanza var en eksportmodel af den med Nissan Bluebird næsten identiske Nissan Auster og blev i Europa solgt som Bluebird. Stanza fandtes fortsat som firedørs sedan og femdørs combi coupé, med 2,0-liters firecylindret motor og femtrins manuel gearkasse eller firetrins automatgear.

## Stanza (U12), 1990−1992
Fjerde generation af Stanza solgtes kun i Nordamerika, og var en variant af den ikke længere i Europa og Nordamerika solgte Nissan Bluebird U12. Denne sidste generation af Stanza var udstyret med en 2,4-liters firecylindret motor og blev i slutningen af 1992 afløst af Nissan Altima, som i starten blev solgt under navnet Nissan Stanza Altima.